# 224
Правління імператора Александра Севера у Римській імперії. У Китаї триває період трьох держав, найбільшою державою на території Індії є Кушанська імперія, у Персії завершився період Парфянського царства, почався період імперії Сассанідів.
На території лісостепової України Черняхівська культура. У Північному Причорномор'ї готи й сармати.

## Події
- Ардашир I переміг у битві Артабана IV і поклав край Парфянському царству. З цього року впродовж багатьох століть у Персії правитиме династія Сассанідів.
- зникло царство Елімаїда.

## Народились
- Єфрем Кримський, християнський місіонер в Криму та північному Причорномор'ї.
- Гай Марк Аврелій Кар, майбутній римський імператор. (можлива дата)
- Пей Сю, китайський державний службовець та картограф часів династії Вей.